# II. Theuderich frank király
II. Theuderich (587 – 613 vége [augusztus 23. után]) frank király 596-tól  Burgundiában, 612-től Austrasiában.
II. Childebert ifjabbik fia. Édesapjától Burgundiát örökölte. Együttműködését fivérével, az austrasiai II. Theudeberttel viszálykodás követte, és 612-ben nagyanyja,  Brünhilde segítségével megbuktatta fivérét. Brünhilda ösztönzésére már azzal a tervvel is foglalkozott, hogy meghódítja II. Chlothar országát. E háború alatt halt meg betegségben. A trónon fia, II. Sigebert követte.